# Krzysztof Pawlak
Krzysztof Henryk Pawlak (Trzebiechów, 12 febbraio 1958) è un allenatore di calcio ed ex calciatore polacco, di ruolo difensore.

## Palmarès

### Giocatore

#### Competizioni nazionali
- Coppa di Polonia: 2

Lech Poznań: 1981-1982, 1983-1984
- Campionato polacco: 2

Lech Poznań: 1982-1983, 1983-1984